# 기도촌 (시가현)
기도촌(木戸村)은 시가현 시가군에 설치되었던 촌이다.